# André Chéron
André Chéron foi um jogador de xadrez, analista, compositor, juiz e mestre internacional de composições de xadrez da França. Foi campeão nacional em 1926, 1927 e 1929 tendo representado seu país na Olimpíada de xadrez de 1927. Chéron compôs tanto estudos de xadrez quanto problemas, mas acima de tudo investigou os finais básicos. Publicou o tratado em quatro volumes Lehr- und Handbuch der endspiele (1952-1971) que é uma obra de referência na área.